# Emmotum conjunctum
Emmotum conjunctum är en tvåhjärtbladig växtart som beskrevs av Howard. Emmotum conjunctum ingår i släktet Emmotum och familjen Icacinaceae. Inga underarter finns listade i Catalogue of Life.